# Phyllachora betulae-nanae
Phyllachora betulae-nanae är en svampart som först beskrevs av Göran Wahlenberg, och fick sitt nu gällande namn av Pier Andrea Saccardo 1883. Phyllachora betulae-nanae ingår i släktet Phyllachora och familjen Phyllachoraceae.   Inga underarter finns listade i Catalogue of Life.